# Taquile
 (octobre 2023).
Si vous disposez d'ouvrages ou d'articles de référence ou si vous connaissez des sites web de qualité traitant du thème abordé ici, merci de compléter l'article en donnant les références utiles à sa vérifiabilité et en les liant à la section « Notes et références ».
Taquile est une île péruvienne dans le lac Titicaca. Située à 45 kilomètres à l’est de la ville de Puno, l'île est vallonnée et mesure 5,5 sur 1,6 km dans sa longueur maximale, avec une superficie de 5,72 km2. Taquile compte environ 2 200 habitants. Elle servit de prison durant la colonisation espagnole et au XXe siècle. En 1970, l’île devint la propriété des personnes qui y vivaient jusque-là.

## Géographie
Le point culminant de l’île se situe à 4 050 mètres d'altitude, et son village principal est à 3 950 mètres d’altitude. On trouve des ruines pré-Incas sur la partie la plus haute de l’île, ainsi que des terrasses agricoles sur les coteaux. Depuis les hauteurs de Taquile, on a une vue sur les sommets enneigés de Bolivie. Les habitants, qu’on appelle les Taquileños, parlent le sud-quechua. 
La vie à Taquile est encore largement épargnée par la modernité du continent. Il n’y a pas de voiture sur l’île, ni d’hôtel, et seuls quelques petits magasins vendent des produits de base. La plupart des familles utilisent des bougies ou des lampes de poche alimentées par des piles ou à la main. Les nuits claires, c'est l’endroit idéal pour admirer les étoiles.

## Économie
L’île est divisée en six secteurs, ou suyus, selon la rotation des cultures. L’économie est basée sur la pêche, la culture en terrasses des pommes de terre, et les revenus générés par les 40 000 touristes qui visitent l’île chaque année. Il y a une grande variété de fleurs et d’arbres sur l’île. Parmi ces derniers, on trouve le Kolle. Cet arbre est utilisé pour construire le toit des maisons, et sert de combustible. Sont aussi à nommer dans cette flore remarquable la cantuta, fleur nationale du Pérou, le Chukjo (qui est utilisé comme détergent) et la muña (qui soigne les maux d’estomac). La coca est importée de Puno, et vient principalement de Cusco.
La faune de Taquile se compose de moutons, de vaches, de cochons d’Inde et de poules. Les chiens et les chats sont rares, et si un habitant de l’île désire en posséder un, il doit nécessairement obtenir l’autorisation de la communauté.

## Tourisme
Les habitants de Taquile sont aussi connus pour la création d’un nouveau mode de tourisme contrôlé directement par la communauté, qui propose logement, transport et restauration aux touristes. Depuis que le tourisme a commencé à fleurir à Taquile dans les années 1970, les habitants de l’île ont lentement abandonné le tourisme de masse régi par des personnes extérieures à Taquile. Ils ont alors développé des formes alternatives de tourisme : logement de groupes, activités culturelles ou guides locaux qui ont reçu au préalable une formation d’environ deux ans. De plus, l’agence de voyage locale a été créée afin de reprendre en mains le contrôle du tourisme.

## Gastronomie
Taquile présente de nombreux plats typiques. Le petit déjeuner se compose de deux crêpes au sucre, ou de pain avec des œufs, servis avec une infusion de coca ou de muña. À midi, on peut généralement s’attendre à manger de la soupe de légumes, et de la truite avec du riz et une salade de tomates et d’oignons. Le soir, les habitants de Taquile mangent une soupe avec du pain.

## Culture

### Coutumes et religion
La vie des habitants de Taquile est réglée suivant le code moral Inca ama sua, ama llulla, ama qhilla ("ne vole pas, ne mens pas, ne sois pas paresseux"). 
La majorité des habitants de Taquile est catholique. Ils ont pratiqué cette religion et ont harmonisé leur culture vieille de plusieurs siècles avec la nouvelle culture catholique. La Terre Mère (Pachamama) est la plus importante divinité des Andes, et a une influence directe sur les récoltes et la fertilité. Les habitants de Taquile font un certain nombre d’offrandes par an, et, de même, font une offrande de trois feuilles de coca préalablement à toute activité ou tout voyage. Dieu est présent durant les festivités de l’année entière. Il y a deux églises catholiques (la plus grande dans le centre, et l’autre à Huayllano), et une église adventiste (à Huayrapata).

### Art textile
La culture est très animée à Taquile, ce qui se reflète entre autres dans les costumes traditionnels, qui sont portés par tous. Taquile est surtout connu pour son artisanat de haute qualité, non seulement au Pérou, mais aussi dans le monde. « Taquile et son art textile » ont été inscrits sur la liste représentative du patrimoine culturel immatériel de l'humanité par l'Unesco en 2008 (originellement proclamé en 2005). Le tricot est réservé aux hommes, dès l’âge de huit ans. Les femmes, quant à elles, s’occupent du tissage.
Au nombre des créations textiles typiques du lieu, la ceinture traditionnelle de Taquile (Chumpi) arbore des symboles dont l'origine remonte à un calendrier agricole utilisé jadis par les habitants pré-Incas de l'île. Toutefois, au fil du temps, ces motifs ont évoluées jusqu'à évoquer des divinités et des concepts typiquement incas. Les 12 symboles qui illustrent la ceinture traditionnelle de Taquile, mesurant environ 90 X 15 cm, font référence à autant de cycles agricoles, aux forces naturelles et surnaturelles qui les caractérisent ou fournissent des informations sur la météo, le volume des récoltes, les festivités. L'interprétation des symboles calendaires qui est donnée à la suite n'a pas valeur scientifique au sens où nous l'entendons habituellement puisqu'elle s'appuie de manière subjective sur la tradition orale transmise de génération en génération. Il en existe donc d'autres variantes. L’orthographe et la traduction du nom des mois donnés en Quechua sont également relatives et sujets à débats.
|  | Mois nouveau - Musok Huata Kallary           | La rotation des saisons est représentée par un hexagone à six sections ou territoires (suyus). Ce sont les divisions parcellaires et historiques de l'île. Trois d'entre elles sont identifiées avec des points indiquant qu'elles seront labourées pour les semis (les autres restant en jachère).                                           |
|  | Mois des fleurs - Ttecay Guella              | Le sillons de labour représentent le temps de la préparation du sol pour les cultures, le petit oiseau, quand il crie (bec ouvert), une année froide à venir, et l'autel des roses (drapeaux) fait probablement référence à une fête traditionnelle.                                                                                          |
|  | Jappman Pahuana Quilla                       | Plus le nombre de rejetons entourant le grand oiseau est important, plus l'année sera fructueuse. De même, selon qu'ils soient placés devant ou derrière le grand oiseau, la moisson sera avancée ou tardive. |
|  | Mois des récoltes - Chacra Athapey           | Trois plantes traditionnelles en fleurs (pommes de terre, Oca, haricots) annoncent d'éventuelles gelées. Lorsque des oiseaux sont représentés, ils évoquent la grêle (en vol) ou alors une mauvaise récolte (posés sur les fleurs). |
|  | Mois des offrandes - Hatun Cusecuy Huakaicha | Ici, l'autel des roses indique la tenue de festivités comme les offrandes à la Pachamama, la fête de la Croix ou encore de la naissance de l’île (en mai). C'est également la période durant laquelle tous les mariages de la communauté villageoise sont célébrés.                                                                           |
|  | Mois de la demi-année - Cuska Huata Cusecuy  | La maison indique la fin de la période des moissons. Les récoltes sont entreposées à l'intérieur. A droite, le signe Chuño signale qu'il est temps de faire sécher les pommes de terre pour les conserver. Au centre, le losange fait référence à une divinité qui rappelle peut-être l'imminence des festivités de l'Inti Raymi.             |
|  | Jallpa Tejray                                | Comme pour la deuxième et cinquième période, le signe de la "maison autel" est toujours associé à une ou des festivités (telle que celle de Santiago de Taquile). A ce moment de l'année, toutes les activités agricoles sont terminées. Celles de la pêches et du tissage commencent alors.                                                  |
|  | Mois des prévisions - Huata Jhahuana         | Symbolisée par le poisson Soche, cette période invite à prédire l'année à venir. Si la femelle du poisson Soche dépose ses œufs à une faible profondeur, une année sèche est à craindre. Au contraire, s'ils se trouvent en profondeur, l'année à venir sera pluvieuse.                                                                       |
|  | Mois de l'année meilleure - Sumak Ijuata     | Comme pour la première période, le symbolisme de la neuvième période évoque les divisions parcellaires (suyus) et la choix des labours pour l'année suivante. Si les œufs du poisson Soche sont en eaux peu profondes, la rotation des cultures suivra le sens de la dernière année. A l'inverse, d'autres sections en jachère seront semées. |
|  | Huata Yupaskq                                | L'étoile brillante, avec quatre autres plus petites en son centre, se réfère à une constellation visible au nord à cette période de l'année. A gauche de cette étoile figure la symbolique des terrains labourés et cultivés dans les diverses parcelles.                                                                                     |
|  | Paramanta Huakay Seloman                     | Le symbole "autel" annonce la tenue des festivités de tous les Saints. Si la saison des pluies n'a pas encore commencé, des pratiques sacrificielles ont lieu en haut des collines au nom de la Pachamama. Le symbole au centre du motif évoque cette divinité.                                                                               |
|  | Mois de la disette - Huata Tucuska Japperay  | Le grand oiseau avec ses petits représentent la dernière période du calendrier agricole de Taquile. Si les rejetons suivent la mère en criant (petit losange dans le bec), une disette s'annonce avant la prochaine récolte. A l'inverse, c'est un excellent présage pour l'avenir.                                                           |

## Galerie d'images

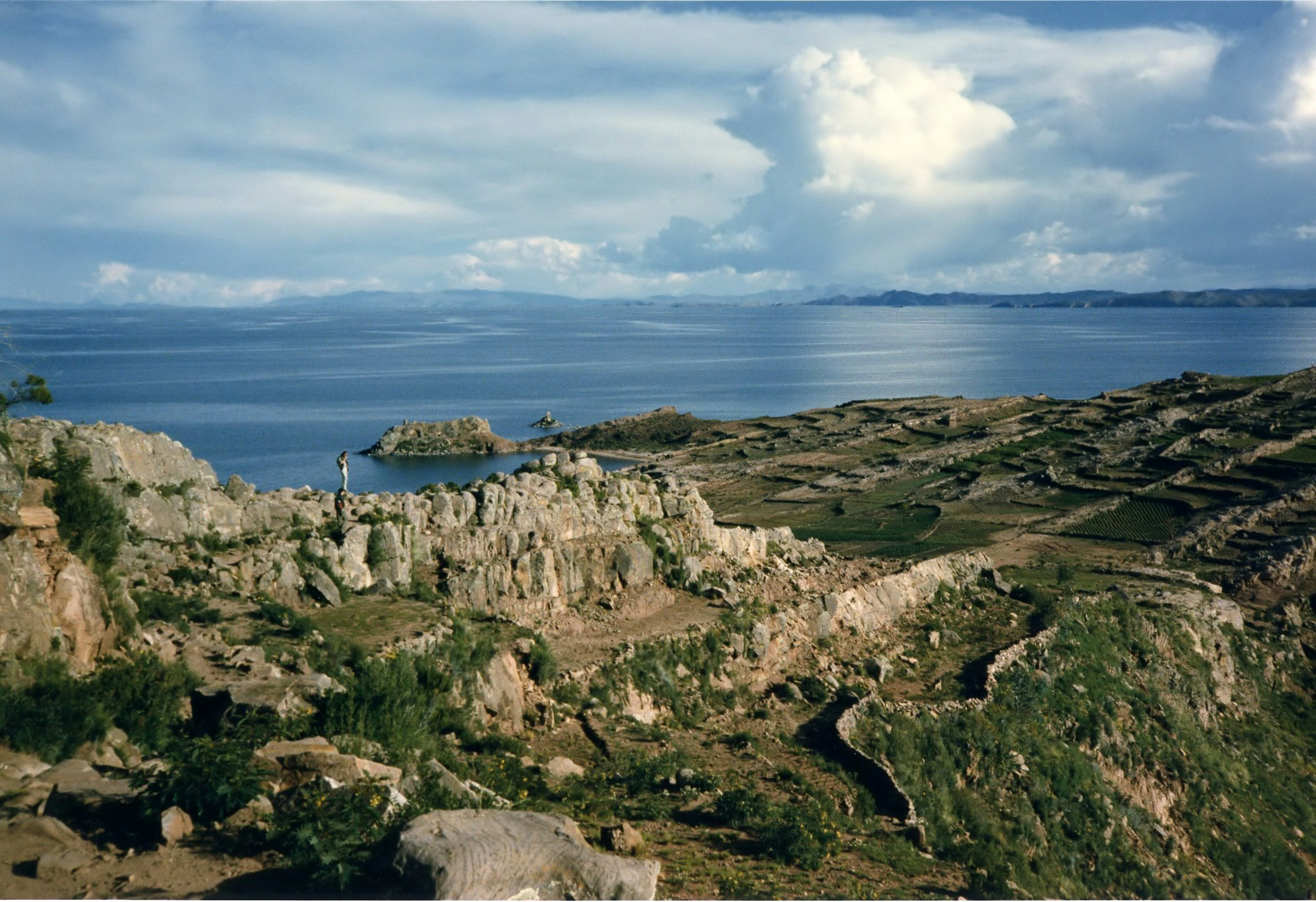
Terrasses agricoles et vue sur le lac Titicaca
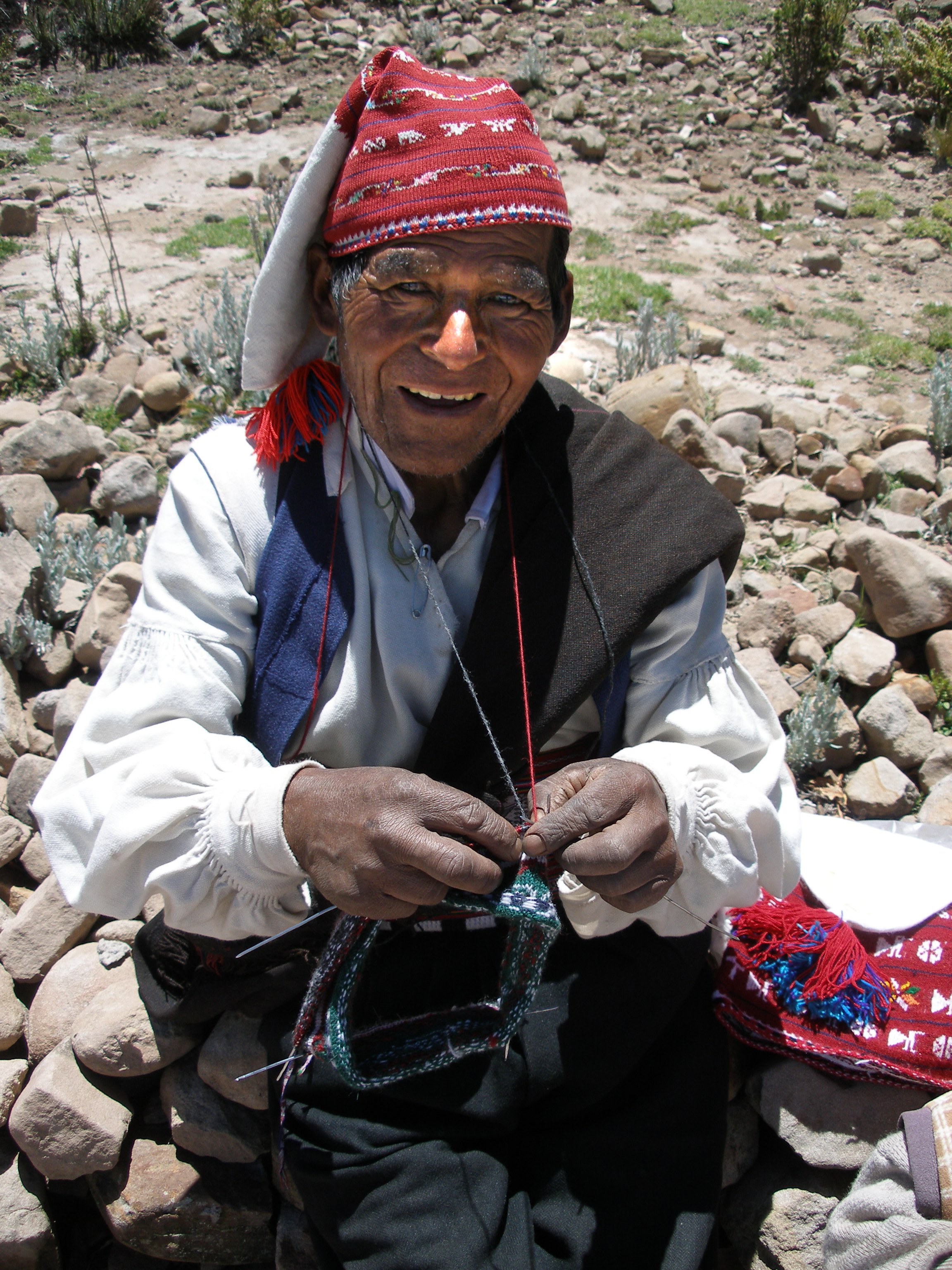
Tricoteur en costume traditionnel
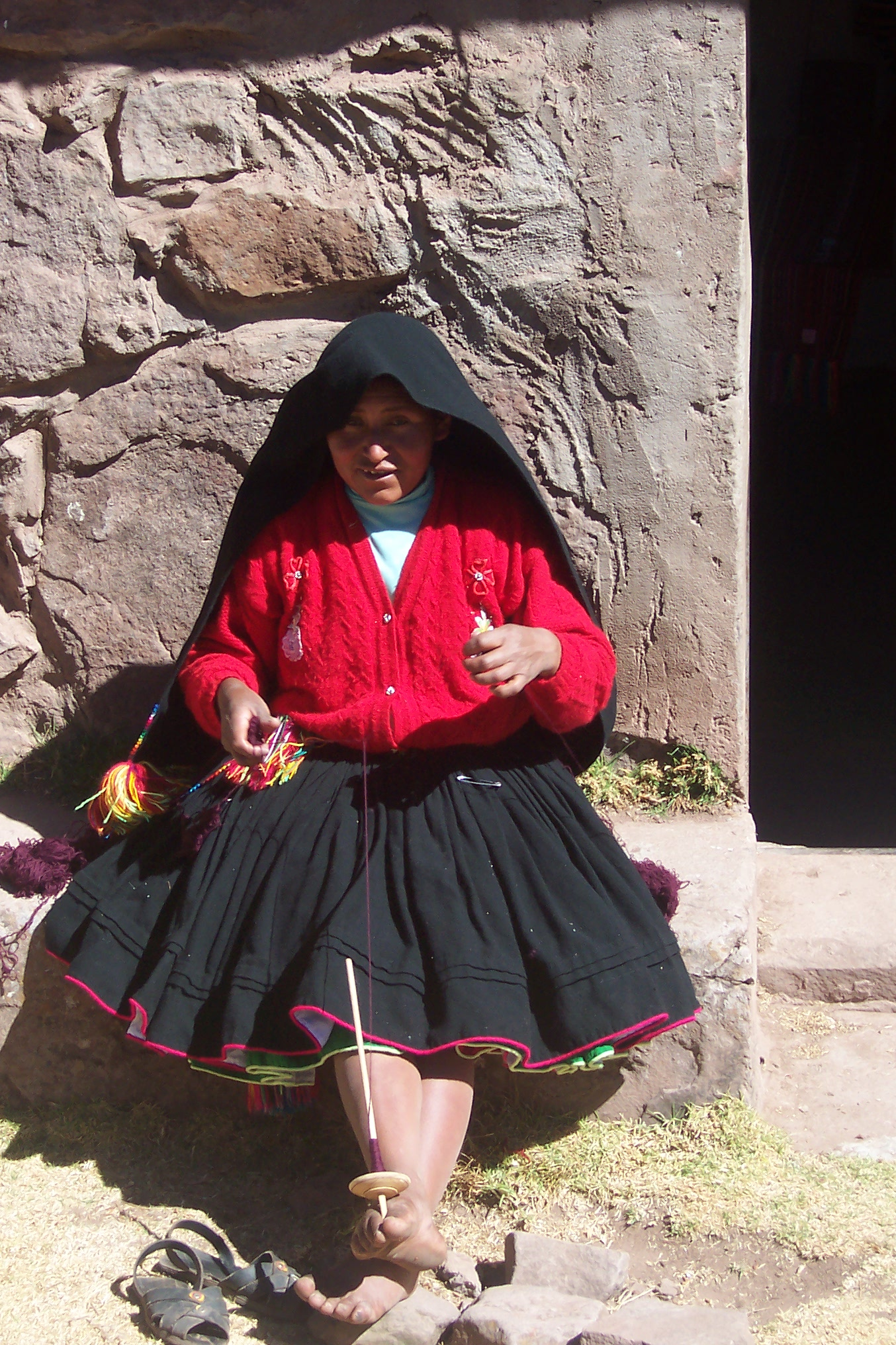
Fileuse en costume traditionnel
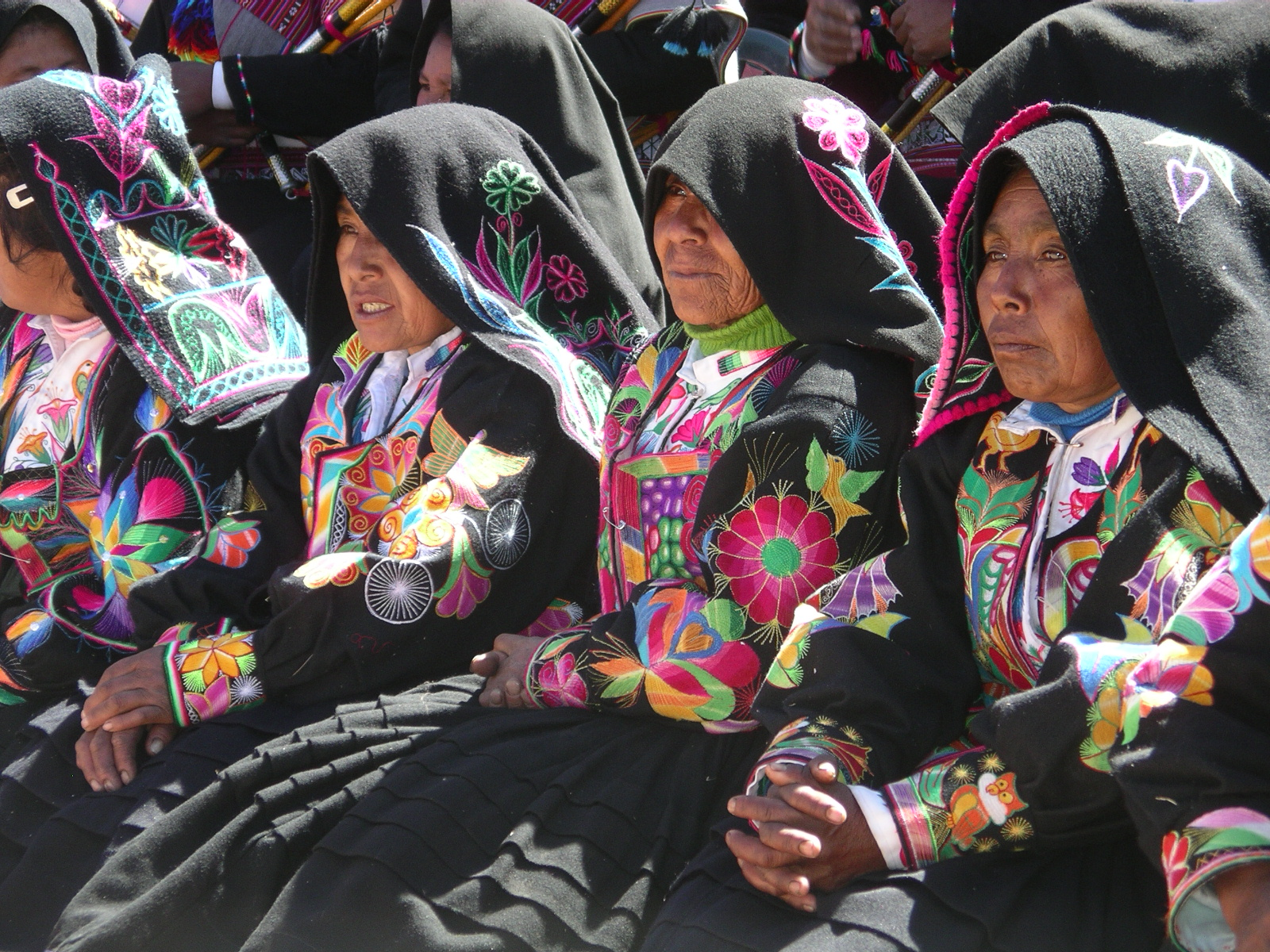
Fête de Santiago le 25 juillet